# شهرستان ال دورادو (کالیفرنیا)
شهرستان ال دورادو در سرزمین طلا واقع در ایالت کالیفرنیا در سیرا نوادا، کشور آمریکا قرار دارد. مطابق با سرشماری سال ۲۰۰۴ جمعیت آن ۱۷۲٬۸۸۹ نفر برآورد شده‌است و بخشداری آن پلیسرویل می‌باشد.